# Symbrenthia balinus
Symbrenthia balinus är en fjärilsart som beskrevs av Hans Fruhstorfer 1908. Symbrenthia balinus ingår i släktet Symbrenthia och familjen praktfjärilar. Inga underarter finns listade i Catalogue of Life.